# Julius Kuhl
Julius Kuhl (* 27. Juli 1947 in Duisburg) ist ein deutscher Professor für Differentielle Psychologie.

## Leben
Kuhl studierte von 1967 bis 1972 Psychologie an der Ruhr-Universität Bochum, wurde 1976 mit der Arbeit Computersimulation und experimentelle Überprüfung von Modellen der Leistungsmotivation promoviert und 1982 mit der Arbeit Motivation, Konflikt und Handlungskontrolle habilitiert.
Seit 1986 fungierte Kuhl als Leiter der Abteilung für experimentelle Persönlichkeitspsychologie an der Universität Osnabrück.
2012 verlieh ihm die Deutsche Gesellschaft für Psychologie den Preis für sein wissenschaftliches Lebenswerk. Für 2020 wurde ihm der Wissenschaftspreis der Dr. Margrit Egnér-Stiftung zugesprochen.
Am 24. Oktober 2015 wurde er in den Ruhestand verabschiedet.

## Wirken
Julius Kuhl forschte mehrere Jahre in den USA (Stanford, Michigan) und am Max-Planck-Institut für psychologische Forschung (München). 
Schwerpunkt seiner Forschung ist die willentliche Handlungssteuerung. In seiner Handlungskontrolltheorie hat er verschiedene Strategien beschrieben, mit denen die Zielrealisierung unter schwierigen Umständen gefördert werden kann. Seine Forschung zur Lageorientierung hat eine Persönlichkeitseigenschaft identifiziert, die durch die Neigung zum Handlungsaufschub und zum Grübeln charakterisiert ist. Demnach unterscheiden sich lageorientierte Personen von handlungsorientierten durch eine geringere Fähigkeit zur Emotionsregulation. Mit der PSI-Theorie hat Kuhl versucht, eine umfassende Theorie der willentlichen Handlungssteuerung zu schaffen und Theorien aus vielen psychologischen Teildisziplinen zu integrieren. Kuhl hat ein Diagnoseinstrument entwickelt, die EOS-Potenzialanalyse, mit deren Hilfe Motivation und Selbststeuerungsfähigkeiten erfasst werden können.

## Werke (Auswahl)
- Motivation, Konflikt und Handlungskontrolle, Springer, Berlin 1983, ISBN 3-540-12423-3.
- Motivation und Persönlichkeit: Interaktionen psychischer Systeme, Hogrefe, Göttingen 2001, ISBN 3-8017-1307-5.
- Die Kunst der Selbstmotivierung: Neue Erkenntnisse der Motivationsforschung praktisch nutzen (mit Jens-Uwe Martens), Kohlhammer, Stuttgart 2004, ISBN 978-3-170-18184-7.
- Der kalte Krieg im Kopf: Wie die Psychologie Naturwissenschaft und Religion verbindet, Herder, Freiburg im Breisgau 2005, ISBN 978-3-451-28622-3.
- Erfolgreich motivieren: Mitarbeiterpersönlichkeit und Motivationstechniken (mit David Scheffer), Hogrefe, Göttingen 2006, ISBN 978-3-8017-1779-7.
- Freies Selbstsein: Authentizität und Regression (mit Andreas Luckner), Vandenhoeck & Ruprecht, Göttingen 2007, ISBN 978-3-525-45171-7.
- Lehrbuch der Persönlichkeitspsychologie: Motivation, Emotion und Selbststeuerung, Hogrefe, Göttingen 2010, ISBN 978-3-8017-2239-5.
- Die Kraft aus dem Selbst: Sieben PsychoGyms für das Unbewusste (mit Maja Storch), Huber, Bern 2012, ISBN 978-3-456-85012-2.
- Spirituelle Intelligenz: Glaube zwischen Ich und Selbst, Herder, Freiburg im Breisgau 2015, ISBN 978-3-451-34753-5.